# Glissement de terrain du Châtelard
Le glissement de terrain du Châtelard est un glissement de terrain de France situé dans le département de la Savoie, sur la commune du Châtelard.

## Géographie

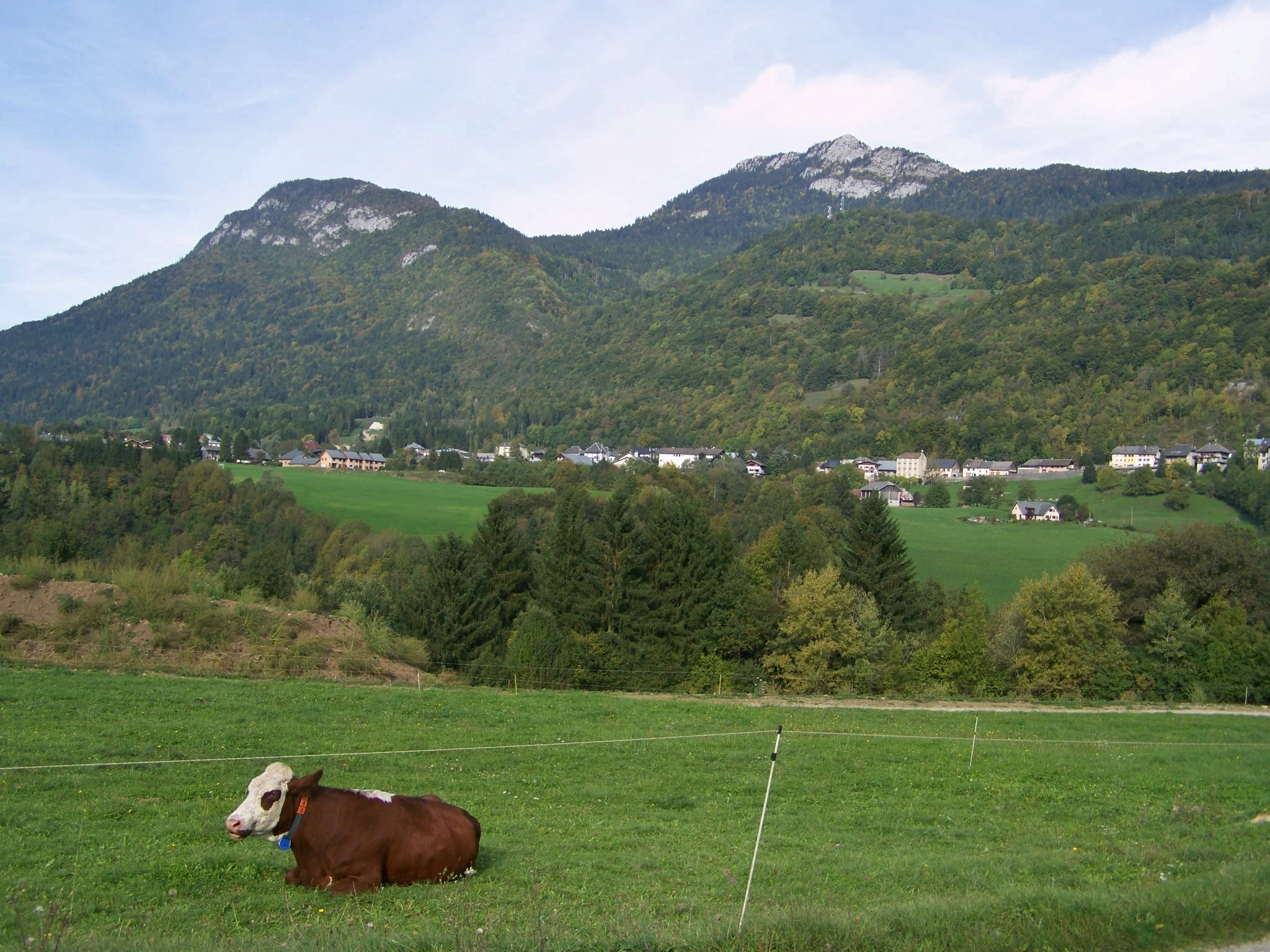
Vue du Châtelard depuis le sud-ouest, dominé par le mont Julioz (à droite) et le mont Chabert (à gauche) avec entre les deux le vallon du nant des Granges où se situe le glissement de terrain.

Une partie du flanc occidental du mont Julioz, dans le massif des Bauges, est affecté par des mouvements gravitaires créant des niches d'arrachement dans le vallon du nant des Granges, au-dessus du hameau des Granges, au lieu-dit Chez Caron,, à environ 1 200 mètres d'altitude. Une partie de la forêt, des chemins forestiers et des sentiers, notamment celui de découverte géologique ayant pour thème le glissement de terrain en lui-même, sont affectés à des degrés divers par les mouvements de terrain,. Les roches mises en mouvement sont des flyschs à nummulites de l'Oligocène connus pour leur instabilité structurelle

## Histoire
Le glissement de terrain est connu depuis des décennies mais il se réactive au cours de l'hiver 2015 lorsque des mouvements de terrain sont constatés. Des travaux de stabilisation sont alors entrepris avec notamment la pose de drains afin de limiter les risques d'écroulement majeur mais le glissement de terrain se réactive à partir de février 2021.